# رگنیه
رگنیه (به مجاری:  Regenye) یک شهرداری در مجارستان است که در ناحیه پچ واقع شده‌است. رگنیه ۶٫۱۵ کیلومتر مربع مساحت و ۱۷۱ نفر جمعیت دارد.